# Kane Hodder
Kane Warren Hodder (ur. 8 kwietnia 1955 w Auburn) – amerykański statysta, kaskader i aktor filmowy, rozpoznawalny dzięki roli psychopatycznego Jasona Voorheesa w filmach z serii slasherów Piątek, trzynastego. W roli Jasona wystąpił w filmach Piątek, trzynastego VII: Nowa krew, Piątek, trzynastego VIII: Jason zdobywa Manhattan, Piątek, trzynastego IX: Jason idzie do piekła i Jason X.

## Nagrody
- Dwie nagrody na Austin Fantastic Fest: Audience Award i Jury Award.